# Segnosaurus
A Segnosaurus ('lassú gyík', a Latin segnis 'lassú' vagy 'lomha' és az ógörög σαυρος / szaürosz 'gyík' szavak összetételéből) a therizinosaurida theropoda dinoszauruszok egyik neme. A típusfajról, a S. galinensisről Altangerel Perle készített leírást 1979-ben. Három (az állkapocscsontból, a csípőből, a hátsó lábból, a hollócsőrből és egy hiányos mellső lábból, valamint csigolyákból álló) példány alapján ismert, melyeket a mongóliai Bayan Shireh-formáció, késő kréta kori, turoni–santoni korszakbeli rétegeiben fedeztek fel.
A Segnosaurusnál a többi therizinosauroideától való eltérést jelent az állkapocs meziális fogainak töve, ami enyhén hajlított, határozottan disznószerű, valamint a lábujjak mérsékelten összenyomott állapota. A fogcsont laterodorzális pereme a tizennegyedik fogcsonti fognál kezdődik és hátrafelé az állkapocs hosszának feléig tart, ellentétben az Erlikosaurus állcsontjának hasonló részével, ami az ötödik fognál kezdődik. Ez azt jelzi, hogy a Segnosaurusnak nem volt olyan kiterjedt pofája, mint amilyennel az elképzelés szerint az Erlikosaurus rendelkezett.

## Popkulturális hatás
A Segnosaurus szerepel Robert T. Bakker Raptor Red című regényében. A könyvben az állat ásó életmódot folytat.

## Fordítás
- Ez a szócikk részben vagy egészben a Segnosaurus című angol Wikipédia-szócikk ezen változatának fordításán alapul.  Az eredeti cikk szerkesztőit annak laptörténete sorolja fel. Ez a jelzés csupán a megfogalmazás eredetét és a szerzői jogokat jelzi, nem szolgál a cikkben szereplő információk forrásmegjelöléseként.